# Ferngespräche
Ferngespräche versammelt vierundzwanzig Kurzgeschichten von Marie Luise Kaschnitz, die 1966 bei Insel in Frankfurt am Main erschienen.

## Inhalt

### Ein Tamburin, ein Pferd
Die Jahre sind vergangen. Das damals im Kriege elfjährige Waisenkind ist inzwischen Mutter geworden. Immer noch fühlt die junge Ehefrau sich am Tode ihrer treusorgenden Pflegeeltern schuldig. Versteck für die Zimmerschlüssel im Hause der Pflegeeltern war ein Tamburin gewesen. Die Pflegemutter hatte das Kind damals gebeten, auch den Vorratskammerschlüssel in jener Schlagtrommel zu deponieren. Offenbar hatte die Elfjährige den Auftrag vergessen, also nicht erledigt. Soldaten hatten des Nachts auf der Suche nach einem Flüchtling im Hause den Schlüssel gefordert. Als der Schlüssel im Tamburin nicht auffindbar gewesen war, waren die geliebten Pflegeeltern von den Soldaten auf der Stelle erschossen worden.
Weblinks
- Erstveröffentlichung 1952
- Übertragung ins Slowenische von Urška P. Černe

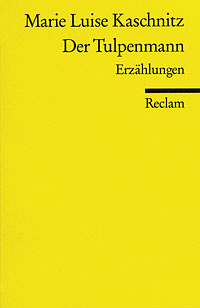
Der Tulpenmann

### Der Tulpenmann
In Afrika war der Zirkus des Herrn Luigi von einem Sturm ruiniert worden. Der gutmütige Kapitän eines britischen Kriegsschiffes hatte die Überreste des Zirkus nach Italien mitgenommen. Dort an der Cestius-Pyramide, ganz in der Nähe des Cimitero acattolico, erlebt dieser Zirkus seine letzten Tage. Obwohl keine Vorstellung mehr möglich ist, jongliert der Tulpenmann mit seinen Bällen weiter. Seinen Namen hat er von den auf sein Kostüm gestickten Tulpen. Die Zirkustiere sterben und werden verscharrt. Artisten nehmen fremde Engagements an und der Tulpenmann übt täglich weiter. Sogar einen Jungen macht er zu seinem Schüler. Das Kind trägt schließlich beim Üben das viel zu große Kostüm seines Lehrers.
Andere Ausgaben
- Marie Luise Kaschnitz: Der Tulpenmann. Erzählungen. Auswahl und Nachwort von Hans Bender. 86 Seiten. Reclam, Stuttgart 1993 (Erstaufl. 1979, RUB 9824), ISBN 3-15-009824-6

### Lupinen
Als sich Barbara nahe ihrer Heimatstadt unter einen Zug der Kinderlandverschickung wirft, ist es dieselbe Stelle bei den Lupinen, an der sie 1943 aus dem Judenzug gesprungen war und bei ihrem Schwager, dem SA-Mann Kapfinger, verborgen überlebte. Barbaras ältere Schwester Fanny hatte nicht den Mut zum Sprung in die Lupinen gehabt. Eigentlich wollte Barbara auf Dauer den Platz der Schwester bei ihrem Schwager einnehmen, doch als er das anscheinend errät und genau das Entsprechende probiert, schreckt das Mädchen zurück.
Rezeption
- Huber-Sauter[2] verweist auf Walter Schönau: Das Geschwistermotiv im Werk von Marie Luise Kaschnitz. Darin wird unter anderem Lupinen besprochen.
- Marie Herberger: Ist „Lupinen“ von Marie-Luise Kaschnitz eine typische Kurzgeschichte?

Weblinks
- Erstveröffentlichung 1952

### Der Tunsch
Die Akte Mordsache Almhütte des Untersuchungsbeamten vor Ort schwillt an. Das Opfer, der junge Senner, war eigentlich mit seinen Melkern und Knechten – vier älteren Männern – gut zurechtgekommen. Der „Erklärung“ des Todesfalles durch einen der Knechte kann der ratlose Untersuchungsbeamte keinesfalls folgen: Der Tunsch war es – eine Puppe aus Teig, die sich der Senner zu Lebzeiten geknetet hatte. Der Untersuchungsbeamte weiß nicht, was er von der Aussage des Vaters des Toten halten soll. Der Vater hat in der Teigpuppe das Abbild eines verfeindeten Mitschülers des Sohnes erkannt. Der Untersuchungsbeamte ermittelt über Interpol: Jener Mitschüler verstarb in Südspanien am 15. September. Das ist der Todestag des Senners.
Rezeption
- von Gersdorff[4]: Erzählt werde die Geschichte eines unerklärlichen Mordes.

Weblinks
- Erstveröffentlichung 1952

### Wer kennt seinen Vater
Der Ich-Erzähler, ein junger Student der Kunstgeschichte, will nicht länger das Schöne studieren. Zu grässlich waren die Kriegserlebnisse seines Vaters. Da hatte einer der Kameraden den Stahlhelm aufgesetzt und sich, das Gewehr zwischen die Knie geklemmt, in den Mund geschossen. Oder auch – da kamen 1944 zwei Soldaten von der Front heim. Eine im Abteil mitreisende Dame hatte den Anblick des einen, des im Gesicht Verunstalteten, nicht länger ertragen können und das artikuliert. Da hatte der andere Soldat die Frau erschossen.
Weblinks
- Hinweis zu Sendung von orf.at

### Ferngespräche
München: Die 20-jährige Angelika Baumann ruft Paul an und freut sich wortreich auf die Verlobung mit ihm. In Düsseldorf, nach der Vorstellung bei Pauls Vater, soll das Ereignis stattfinden.
Düsseldorf: Der Vater Pauls, ein 61-jähriger Witwer, ruft seine Tochter Elly in Hamburg an. Einer Heirat seines Sohnes, immerhin ist Paul promoviert, mit einem Kind kleiner Leute kann er keinesfalls zustimmen. Elly soll Tante Julie in München anrufen. Die Tante soll das junge Paar auseinanderbringen.
Hamburg: Elly erledigt den Auftrag des Vaters.
Hamburg: Elly übermittelt dem Bruder Paul Stimmungen des Vaters; jagt dem Bruder telefonisch Angst ein – spricht von eventueller Enterbung und deutet väterliche Versprechungen an, falls Paul gehorcht.
München: Paul sagt Angelika ab. Er kann sie dem Vater in Düsseldorf leider nicht vorstellen.
Hamburg: Elly schickt Angelika telefonisch von München zum Vater nach Düsseldorf. Er wolle ihr ein lukratives Angebot machen.
Hamburg: Elly bringt gegenüber Tante Julie am Telefon ihr Entsetzen über den Verlauf der Dinge zum Ausdruck. Ihr Vater hat Angelika in München bereits zwei Gegenbesuche gemacht und will die Kleine heiraten.
Düsseldorf: Die mit Pauls Vater verheiratete und im dritten Monat von dem älteren Herrn schwangere Angelika setzt ihre Freundin Renate telefonisch von ihrem neuen Reichtum und vor allem ihrer rosigen Zukunft ins Bild: Ihr Kind werde einmal alles erben.

### Zu irgendeiner Zeit
Das Postulat des jungen Ich-Erzählers: Jeder bekommt im Leben zu irgendeiner Zeit sein Schlüsselerlebnis. Danach fängt das eigentliche Leben an. Beim Ich-Erzähler war das mit dem Erlebnis so: Als Gehilfe eines älteren Notars musste der künftige Assessor den Nachlass einer Malerin inventarisieren, die bereits vierzigjährig verstorben war. Der Nachlass, das sind 21 Bilder – meistens Selbstporträts. Der künftige Assessor staunt nun beim chronologischen Ordnen jener Werke: Weil Kunstwerke vorliegen, erkennt er sich und seinen künftigen Lebenslauf in den doch fremden Porträts.
Rezeption
- Christoph Schneider: Das Totenhaus, S. 8

Weblinks
- Erstveröffentlichung 1952

### Eisbären
Des Nachts wacht die Frau von einem Geräusch auf. Das muss ihr Mann Walther sein, der heimkommt. Sie halluziniert ihre vermeintliche Schuld: Während eines Zoobesuchs war ihr Walther neben dem Eisbärengehege zum ersten Mal begegnet. Walther hatte mitbekommen, dass sie auf einen anderen gewartet hatte. Sie hatte das immer geleugnet. So auch in ihrer Vision während des Aufwachens nach jenem Geräusch vor der Tür. Aber nun gibt sie ihre Lüge auf.
Die Erklärung jenes Geräusches: Walther kommt nicht heim, sondern zwei Polizisten holen die Frau ab ins Krankenhaus. Ihr Mann ist auf der Autobahn verunglückt.
Rezeption
- von Gersdorff[5]: Erzählt werde die Geschichte eines Lebensbetruges.

Weblinks
- Erstveröffentlichung 1952

### Die Pflanzmaschine
Häftling Nr. 304 darf in einer Gärtnerei arbeiten. Als er von der vermeintlichen Untreue seiner Frau daheim Kenntnis bekommt, nutzt er die gewonnene neue relative Bewegungsfreiheit aus, flieht und sieht daheim nach dem Rechten. Ein Beamter, den der Ausreißer anruft, erfährt durch geschickte Gesprächsführung den Standort des Anrufers.

### Gewisse Gärten
Herbst 1938: Der Ich-Erzähler, ein 32-Jähriger, der sich auf das Staatsexamen vorbereitet, ordnet im Städtchen M. im Odenwald den bescheidenen Nachlass seiner Großtante und kommt vorübergehend im Hause von drei ledigen Schwestern unter. Die beiden älteren, zwei alte Jungfern, zeigen sich als Anhängerinnen des Führers. Als der Ich-Erzähler zweimal mit Sofia, der jüngsten Schwester, spazieren gegangen ist und seine Abreise ankündigt, macht ihm eine der älteren Schwestern ein unmoralisches Angebot. Ein Kind muss ins Haus. Dann wird das Leben anders werden. Der Ich-Erzähler möge doch Sofia vor seiner Abreise schwängern. Aufkommen müsse er für das Kind nicht. Der Mann reist unverrichteter Dinge ab. Als er von Sofias Tode erfährt – sie starb an einer grassierenden Infektionskrankheit –, gibt er sich die Schuld.
Rezeption
- Østbø[6] geht am Ende seiner Betrachtung auf die Mitschuld des Erzählers am Tode Sofias ein.

### April
Das „unschöne“ Fräulein Brutta arbeitet als Stenotypistin in einer Bank. Als sie am 1. April vom Diktat kommt, steht ein Blumenstrauß auf ihrem Platz. Absender: der Herr Zinn. In der folgenden Mittagspause ordnet das Fräulein aus diesem Anlass die einstürmenden Gedanken auf einen Spaziergang in den benachbarten Park. In dieser phantastischen Geschichte wird aus der Mittagspause auf der Parkbank eine Zeitreise durch Bruttas fast ganzes zukünftiges Leben. Brutta bekommt von dem ihr eigentlich unsympathischen Herrn Kinder und so fort. Nach der Mittagspause von der Parkbank zu ihrer Arbeitsstelle zurückgekehrt, ist Bankdirektor Zinn verstorben. Aus dem Spiegel schaut dem Fräulein, das am Vormittag des 1. April doch noch so jung gewesen war, „eine altmodisch angezogene Dame“ entgegen.
Rezeption
- Østbø[8]: Brutta fliehe in eine Phantasiewelt.
- 2003, Dieter Wunderlich: April

### Das Inventar
Joseph, dort in der Fremde Pino geheißen, hat von den drei Schwestern Rita, Livia und Mimi die erstere geheiratet. Seine Ehefrau ist ihm ins Auto gelaufen. Die Liebe zwischen den Eheleuten war zuvor längst erloschen gewesen. Livia hatte durch ihre Präsenz im Hause ihr Scherflein dazu beigetragen. Nun listet der Witwer zwecks Verkauf die Habe auf. Aus seiner geplanten Abreise wird nichts. Livia kommt – wie immer. Die Frau wird bei Pino die Nachfolgerin ihren verunglückten Schwester Rita. Eine Sorge hat Pino: Wird es seiner neuen Frau Livia nicht langweilig werden in dem einsamen Haus? Livia verneint – Mimi werde des Öfteren kommen.
Rezeption
- Østbø[9]: Der den drei Frauen auf den ersten Blick überlegene Pino werde von der mit fraulichem Instinkt agierenden Livia eingefangen.

### Silberne Mandeln
In der Campagna: Concettas Ehemann Franco verdient in der Druckerei nicht viel. Trotzdem will die Silberbraut vor den Gästen auf der Feier zur Silbernen Hochzeit repräsentieren. Das gelingt – wenn auch teilweise auf Pump. Nur die Krönung der Feier platzt. Dabei hatte Concetta den geplanten Segen des Silberpaares durch den Heiligen Vater in Castelgandolfo persönlich mit ihrem Beichtvater abgesprochen. Die Hochzeitsgesellschaft speist aber beinahe drei Stunden in Albano. Auf der anschließenden Fahrt nach Castelgandolfo braust der Gesellschaft die Papst-Limousine – mit einem die Bevölkerung segnenden Heiligen Vater – entgegen. Der Papst reist in sein Rom zurück.

### Der Schriftsteller
Der mehrfach preisgekrönte Autor will den Beruf wechseln. Er hat sich in der psychiatrischen Klinik als Pfleger beworben. Der Personalchef dort bevorzugt Männer. Zur Einstellung kommt es nicht. Der Schriftsteller sagt dem Irrenhaus vorläufig ab. Begründung: Er will doch wieder zur Feder greifen; will über einen schreiben, „der nicht mehr schreiben will“.

### Die Füße im Feuer
Die Ich-Erzählerin, sie hatte damals ihren Verlobten vor Stalingrad verloren, kann die Arbeit im Werbebüro nicht mehr machen, weil ihre Zunge beim mehrmaligen versehentlichen Daraufbeißen so vernarbt ist, dass ihre Rede keiner mehr versteht. Der Chef hat vollstes Verständnis und beurlaubt die Frau mit leichter Heimarbeit. Manchmal meint die zur Introspektion neigende Erzählerin, sie sei unsterblich, denn sie kennt keinen Schmerz. Fatal – als sie daheim ihre Liebesbriefe und ungelesenen Bücher verheizt, entweicht ihr doch ein markerschütternd Schrei, als die Füße Feuer fangen. Nachbarn schlagen die Wohnungstür ein und ziehen die bereits bewegungsunfähige Erzählerin aus den Flammen.
Rezeption
- von Gersdorff[11]: Der Titel erinnere an C. F. Meyers Ballade und an Ingeborg Bachmanns Unfalltod.
- Gerhard Köpf (Hrsg.), Volker Faust (Hrsg.): Psychiatrie in der Literatur. S. 172–184 Volltext, S. 185–195 Kommentar. Deutscher Universitätsverlag, Wiesbaden 2003, ISBN 978-3-322-81230-8

### Die chinesische Cinelle
Der junge Musiker, der im Orchester die Cinelle – einen Gong – spielt, hat Pech und Glück. Das Pech: Er will als Musiker Karriere machen und wenn er dann das große Geld verdient, will er seine Freundin heiraten. Leider versagt der Musiker während des alles entscheidenden Auftritts. Auf das Zeichen des Dirigenten hin schlägt er die Cinelle nicht. Das Glück: Die Freundin nimmt den Versager trotzdem.

### Der Tag X
Am Morgen des Tages, an dem die Welt untergeht, will die Ich-Erzählerin Frau Reiter ihre beiden Jungen nicht in die Schule schicken. Der Ehegatte weist den  Vorschlag als Unfug zurück und geht in sein Büro bei der Bundesbahn. Alle Bekannten, die Frau Reiter im Laufe des Tages auf den Weltuntergang anspricht, wissen nicht Bescheid. Nach dem Abendessen spielt die Familie Quartett. Die Vier spielen auch weiter, als die Welt mit klagendem Brausen – „wie eine Sirene und doch wieder anders“ – untergeht.
Weblinks
- 15. Mai 2003, Ulla Hahn: Schreiben wie zueinander reden: „Das Sichere ist nicht sicher“.

### Der Angehörige
Der ungepflegte Ehemann lungert vor dem Krankenzimmer seiner Frau herum und wagt sich nicht mehr hinein. 25 Jahre sind beide verheiratet und haben einen Sohn. Es sieht schlecht mit der Kranken aus. Ein Arzt fragt den Angehörigen, ob er denn die Verstorbene der Wissenschaft zur Autopsie freigeben würde. Die herzukommende Oberschwester korrigiert die Verwechslung des zerstreuten Mediziners. Für die Frau des ungepflegten Angehörigen bestehe noch eine gewisse Hoffnung. Das Ende dieser Krankenhausgeschichte lässt erwarten: Vielleicht hat die Oberschwester recht.

### Ein Mann, eines Tages
Robert, inzwischen fast 50-jährig, ist zum Direktor aufgestiegen und hat paar hundert Leute unter sich. Da sucht ihn im Büro Leni auf. Gegen Kriegsende hatte das seinerzeit junge Mädchen den damals 27-Jährigen versteckt und ihm so wahrscheinlich das Leben gerettet. Robert, der irgendeine Forderung fürchtet, streitet alles ab. Leni, die gar nichts von ihm will, geht.
Weblinks
- Erstveröffentlichung 1952

### Vogel Rock
Rock sucht die Erzählerin eines Septembernachmittags über ihre offene kleine Balkontür auf, fliegt in der Wohnung umher und will nicht wieder weg. Die Erzählerin weicht gegen Abend zu Bekannten aus, sagt denen aber nichts. Als die Erzählerin um Mitternacht heimkehrt, sitzt Rock noch da. Sie verjagt ihn aus der Wohnung.
Rock ward nicht mehr gesehn. Am Nachmittag jenes merkwürdigen Tages hatte die Erzählerin vier Zeichnungen von dem Vogel angefertigt – allesamt misslungen: Storchenbeine und ein Spatzenkopf auf dem ersten, zwei Köpfe auf dünnem Hals auf dem zweiten, drei Beine und gefesselt auf dem dritten und beinahe nur aus einem Menschenauge bestehend auf dem vierten. Dabei hatte Rock einen gelben Schnepfenschnabel und starke Füße gehabt. Der Vogel war von gleichmäßig stumpfer Farbe gewesen.
Rezeption
- von Gersdorff[13]: Der „Seelenvogel“ Rock könne als Metapher für das Unbewusste genommen werden.

Weblinks
- Erstveröffentlichung 1952

### Das Ölfläschchen
Johanna hatte im schweren Jahr 1945 den Haushalt eines Kommandanten der Russen in Deutschland in Ordnung gehalten und dafür täglich zwei Briketts und ein Fläschchen Sonnenblumenöl bekommen. Der Kommandant hatte seine Frau sehr geliebt. Diese war dann außerhalb ums Leben gekommen. Beim Einsargen seiner Frau hatte der Kommandant vor den anderen Militärs bitterlich geweint. Drei Tage später hatte der Kommandant eine neue Frau, berichtet Johanna der irritierten Erzählerin. Johanna stutzt und merkt dazu an: „...solche Menschen kannst du eben nicht verstehen.“

### Der Kustode
Im Hofmuseum erläutert und beaufsichtigt der Kustode den Edelstein in Vitrine Nr. 12. Dieser Diamant ist so berühmt, dass der Erzähler vor seiner expliziten Namensnennung zurückschreckt und davon absieht. Dieser Stein, den ein Gefangener in der Silbermine von Hyderabad gefunden hatte, hat so viel Unglück über die Menschen in seinem Umkreis gebracht, dass ihn der Kustode stiehlt und draußen auf einer Brücke in ein Gewässer fallen lässt.
In dieser – wie in den letzten beiden Geschichten – wird in surrealistischer Manier an den Grundfesten unserer wirklichen Welt mit Hilfe von Absurditäten gerüttelt. Hier nun ist der Kustode auch noch der Amsterdamer Diamantenhändler Montini. Nichts Geringeres als die Rettung des Hauses Habsburg wird zur Sprache gebracht.
Rezeption
- Huber-Sauter[17]: Den Stoff habe die Autorin wahrscheinlich einem Zeitungsartikel über den Golkondastein entnommen.

### Ja, mein Engel
Auf ihre letzten Jahre nimmt die Ich-Erzählerin – eine alte hinfällige Witwe – die junge Studentin Eva in ihre kleine Wohnung. Sie gibt Eva ein Zimmer. Dankbarkeit erntet die Seniorin für ihre vielfältige anderweitige Unterstützung der Studentin kaum. Meist nimmt Eva eine Gefälligkeit gedankenlos in Anspruch. Das junge Mädchen heiratet. Das Paar bekommt zwei Kinder. Peu à peu nehmen die junge Leute der alten Frau Zimmer für Zimmer weg. Evas Mann ist noch schlimmer als seine Frau. Er verfrachtet die alte Dame ins Krankenhaus und ist sie somit los. Die Bekannte der Hinsiechenden begreift während eines Krankenbesuches nicht, weshalb Eva einmal alles erben soll. Die Antwort: Die Witwe sieht Eva als ihre Tochter an.
Das oben angekündigte surrealistische Element kommt hier zum grotesken Schluss: Die Kranke wartet auf Evas Besuch. Blumen will sie von Eva; viel Blumen. Die „Tochter“ kommt mit Blumen, aber Eva legt ihr den Strauß aufs Gesicht. Dann sind die Blumen auf einmal Erde geworden. Eva wiederholt ihren Besuch. Wieder bekommt die Ich-Erzählerin Blumen aufs Gesicht gelegt. Diesmal legt Eva die Hand auf den Strauß und drückt zu.
Übersetzung ins Tschechische
- Brünn 2008, Jana Melkusová: Übersetzung und Analyse

Rezeption
- Østbø[18]: Eva als moderne Frau handele zutiefst inhuman.

### Schiffsgeschichte
Südamerika: Der 42-jährige Don Miguel begleitet seine Schwester Viola an Bord des Dampfers nach Marseille. Das Schiff ist sehr altmodisch. Als es abgelegt hat, sieht Don Miguel am Kai die kürzlich in Dienst gestellte „Lutetia“ liegen. Entsetzlich – der Bruder hat die Schwester auf das falsche Schiff gebracht. Don Miguel geht zur Polizei. Die bekommt nichts heraus. Die verheiratete, 40-jährige Viola hat ihren Wohnsitz in Zürich. Dort in der Schweiz kommt sie nie an. Beklommen und beklommener schließt der Leser aus surrealistischen Passagen: Die Geschichte wird wohl katastrophal enden. Da gibt zum Beispiel Marie Luise Kaschnitz einen Passus der Briefschreiberin Viola wieder: „… ich beobachtete staunend, wie gerade dort, wo ich gestanden hatte, ein Stück der Bordwand abbrach und lautlos in der Tiefe verschwand.“ Und dann wird an Bord dieses altmodischen Schiffes der Inhalt des Postsackes mit Violas Brief an den Bruder jeden Tag einmal in den Ozean geschüttet. Viola lässt die Nachricht von ihrem Suizid dem Bruder trotzdem in einer Art Flaschenpost – bestehend aus einem Plastikbeutel mit ihrer Puderdose beschwert – zukommen.
Kategorisierung
- Fliegender Holländer (Sage)

Weblinks
- Notiz bei SR2

## Rezeption
- 23. September 1966, Marcel Reich-Ranicki in der Zeit: ...die uns überleben werden: Der Rezensent schließt seine sechsseitige Besprechung mit einem Zukunftsblick: „Einige dieser Geschichten werden uns überleben.“
- 21. November 1966, Siegfried Lenz im Spiegel: Personen mit Schicksal
- Østbø[20]: Die Autorin thematisiere das „weibliche Rollenverhalten“.

### Textausgaben
Verwendete Ausgabe
- Ferngespräche. Erzählungen. 283 Seiten. Insel Verlag, Frankfurt am Main 1966 (2. Aufl. 1991), ISBN 3-458-15244-X

### Sekundärliteratur
- Dagmar von Gersdorff: Marie Luise Kaschnitz. Eine Biographie. 369 Seiten. Insel, Frankfurt am Main 1992, ISBN 3-458-16342-5
- Johannes Østbø: Wirklichkeit als Herausforderung des Wortes. Engagement, poetologische Reflexion und dichterische Kommunikation bei Marie Luise Kaschnitz. (= Osloer Beiträge zur Germanistik; Bd. 17). 216 Seiten. Lang, Frankfurt am Main u. a. 1996, ISBN 3-631-48215-9
- Petra Huber-Sauter: Das Ich in der autobiographischen Prosa von Marie Luise Kaschnitz. Dr.-phil. Diss. Universität Stuttgart, 15. Juli 2003 (Volltext)